# Werner Stauffacher

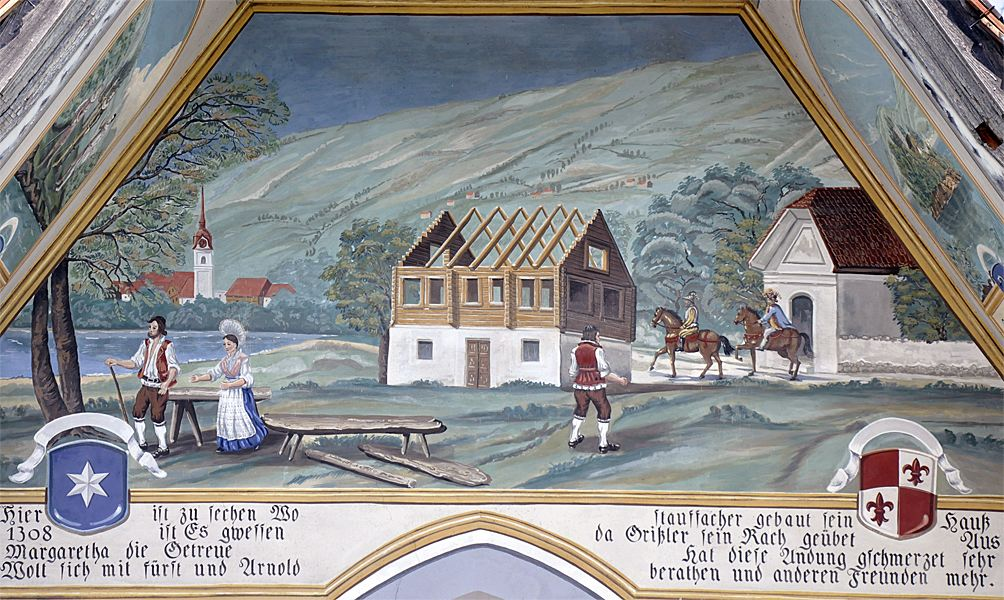
Werner Stauffacher baut sein Haus. Fresko über dem Eingang der Stauffacherkapelle in Steinen SZ.

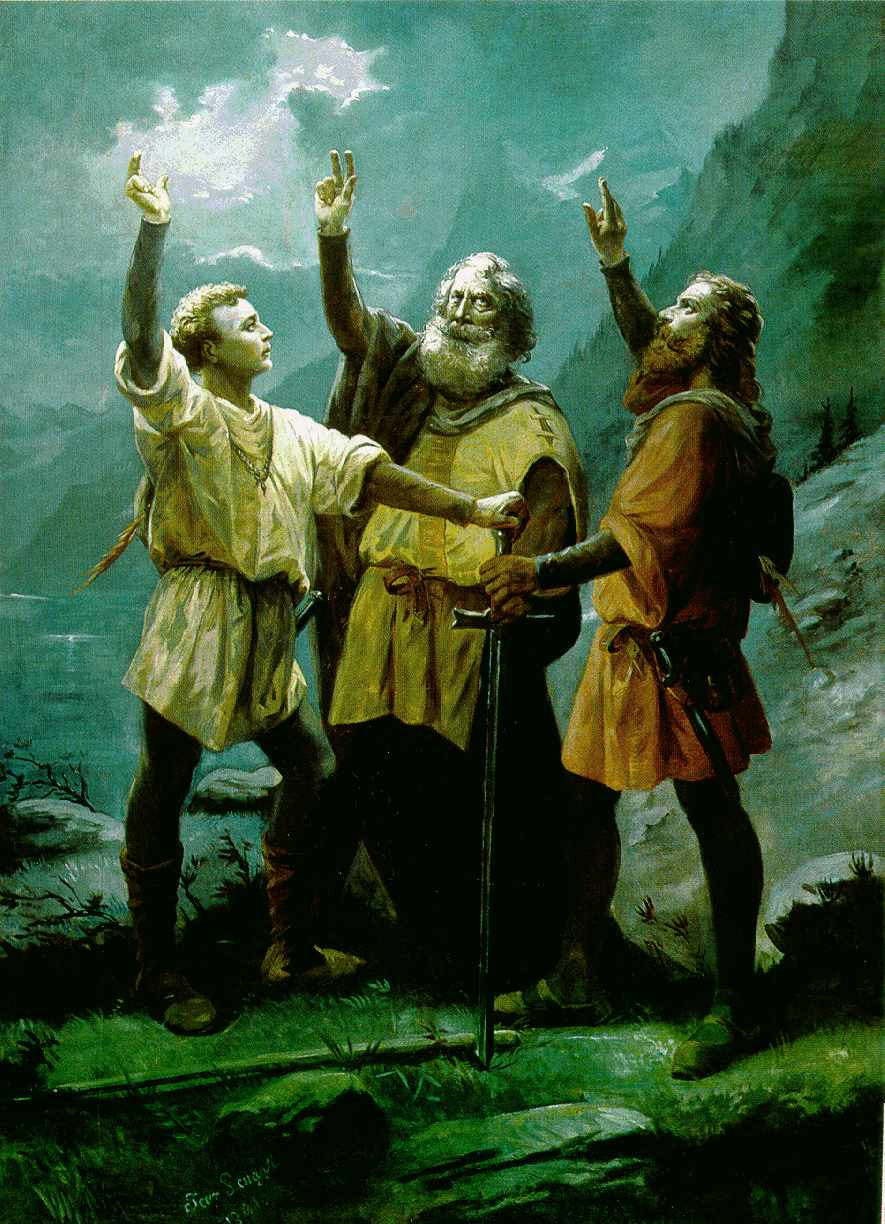
Der Schwur auf dem Rütli von Jean Renggli (1891)

Werner Stauffacher war Landammann von Schwyz (bezeugt zwischen 1309 und 1338). Laut der Gründungslegende bei Aegidius Tschudi war Stauffacher der Vertreter von Schwyz beim Rütlischwur, datiert auf den 8. November 1307, und habe dort  zusammen mit Walter Fürst für Uri und Arnold von Melchtal für Unterwalden die schweizerische Eidgenossenschaft begründet.

## Gründungslegende
Tschudi (Chronicon Helveticum, ca. 1550) nennt Werner Stauffacher als Vertreter von Schwyz am Rütlischwur.  Die Verschwörung der Eidgenossen wird in den Kontext der  Pläne des römisch-deutschen Königs Albrecht I. gestellt, den drei Urkantonen ihre Reichsunmittelbarkeit zu nehmen und sie zu Habsburger Lehnslanden zu machen.
Tschudi nennt Werner Stauffacher als Sohn des Landammann Rudolf Stauffacher.
Er erzählt eine Begegnung zwischen Stauffacher und Landvogt Gessler in Steinen, als letzterer auf dem Weg von Uri nach Küssnacht durch das Land Schwyz ritt.
Diese Episode wird als unmittelbarer Anlass zur Begründung der Eidgenossenschaft erzählt:
Stauffacher begrüsst Gessler vor seinem neuen Haus stehend. Gessler will verbieten, dass Bauern ohne seine Einwilligung Häuser bauen, und droht mit Enteignung. Stauffacher erzählt seiner Frau, der Stauffacherin, von der Begegnung. Diese rät ihm zur Verschwörung mit Unterwalden und Uri, die ebenfalls unter der Tyrannei des Vogts leiden. Auf den Rat seiner Frau hin fährt Stauffacher nach Uri findet dort grossen Unwillen über die neu gebaute Burg Zwing Uri. Er wendet sich schliesslich an Walter Fürst und schlägt ihm einen heimlichen Bund vor. Fürst willigt ein und schlägt den Einbezug von Arnold von Melchtal in den Bund vor.

## Rezeption
Friedrich Schiller verewigte Stauffacher 1804 in seinem Schauspiel Wilhelm Tell.
Während des Zweiten Weltkriegs wurde Stauffacher zur Symbolfigur der Geistigen Landesverteidigung.
Er erscheint in dieser Zeit in der Erzählung Jugend eines Volkes (1933) von Meinrad Inglin,
in verschiedenen Theaterstücken und im Film Landammann Stauffacher (1941) von Leopold Lindtberg.
Bildliche Darstellungen der Begegnung Stauffachers mit Gessler sind mehrfach vorhanden in Steinen (so an der Fassade der Stauffacher-Kapelle) und am Rathaus Schwyz.
Im Zürcher Stadtkreis Aussersihl wurde ab Ende des 19. Jahrhunderts Werner Stauffacher Namenspate einer Gruppe von eng benachbarten Strassen und Plätzen: Stauffacherstrasse (1893), Stauffacherplatz (1898; 2003 in Ernst-Nobs-Platz umbenannt), Stauffacherbrücke (1899), Stauffacherquai (1902); später kam noch die Tramhaltestelle Stauffacher hinzu, deren Name auf einen ganzen Strassenabschnitt übergegangen ist. Weitere Schweizer Ortschaften mit einer Stauffacherstrasse sind Arbon, Bätterkinden, Bern, Emmenbrücke, Lugano, Schaffhausen und St. Gallen; einen Stauffacherweg gibt es in Luzern, Solothurn und Zuchwil.